# Landschap met molen en kerk
Landschap met molen en kerk is een schilderij van de Nederlandse kunstenaar Theo van Doesburg in het Centraal Museum in Utrecht.

## Voorstelling
Het stelt waarschijnlijk de stad Weesp voor, gezien vanuit het noorden, met in het midden de ranke toren van de Sint-Laurentiuskerk. De molen rechts moet dan de stellingmolen 't Anker zijn, die in 1913 onttakeld werd en in 1993 helemaal gesloopt.

## Toeschrijving en datering
Het schilderij komt uit de nalatenschap van Van Doesburg en is op de achterkant gedateerd ‘1900’.

## Herkomst
Na Van Doesburgs dood in 1931 kwam het werk in bezit van zijn vrouw Nelly van Doesburg, die het in 1975 aan haar nicht Wies van Moorsel naliet. Van Moorsel schonk het in 1981 aan de Dienst Verspreide Rijkscollecties (nu Rijksdienst voor het Cultureel Erfgoed), die het in 1999 in blijvend bruikleen gaf aan het Centraal Museum.